# Стороженский маяк
Сто́роженский мая́к — действующий маяк на юго-востоке Ладожского озера, в деревне Сто́рожно Волховского района Ленинградской области. Это уже четвёртый маяк, который был построен на этом мысу.
В 1799 году было принято решение о строительстве двух первых маяков на Ладожском озере — на Стороженском мысу и на луде (мели) Железница. Чертежи этих сооружений были утверждены генерал-майором Францем Деволантом (François Sainte de Wollant) в 1799 году, ещё до открытия Мариинского и Тихвинского водных путей. Непосредственное их строительство началось в марте 1800 года. Судьба этих первых ладожских маяков оказалась короткой — в первый же год они были снесены льдами. Стороженский маяк починили, перестроили, и он продолжал работать. В рапорте 1811 года о нём было написано, что он «равномерно находится в ветхом положении».
Следующий маяк на Стороженском мысу был построен в 1818 году. Высота этого маяка до верхней площадки составляла 10,5 саженей (почти). Маяк был деревянным — рубленный восьмерик с пятью этажами. В 1839 году деревянное сооружение было заменено на каменное, с высотой огня в над уровнем воды
и с пристроенными службами. Долгое время он оставался единственным каменным маяком на Ладоге.
В 1900—1905 годах была разработана новая схема расположения маяков в южной части Ладожского озера. Этой схемой предусматривалось, что каменная башня Стороженского маяка будет наращена до получения дальности освещения в 22 морских мили. Однако на Техническом совещании в апреле 1907 года было принято решение отказаться от надстройки старого маяка и построить новый, чуть в стороне от старого. Причиной такой корректировки проекта стало плохое состояние каменных стен. Так, в 1911 году, появился четвёртый и существующий до сих пор Стороженский маяк. 
Он расположен на Стороженском мысу, отделяющем Свирскую губу от губы Волховской. Представляет собою каменную башню высотой в 71 м, на верх которой — в галерею — ведёт винтовая лестница в 399 ступеней. Фокальная плоскость Стороженского маяка находится на высоте 76 м. Он является седьмым по высоте «традиционным» маяком в мире и вторым — в России (после маяка Лесной Мол Створный Задний в Санкт-Петербурге). Используют на маяке линзы Френеля. Дальность видимости в ясную погоду составляет: белый свет — 22 мили, красный свет — 17 миль. По разным источникам построен либо в 1906, либо в 1911 г.

## Галерея

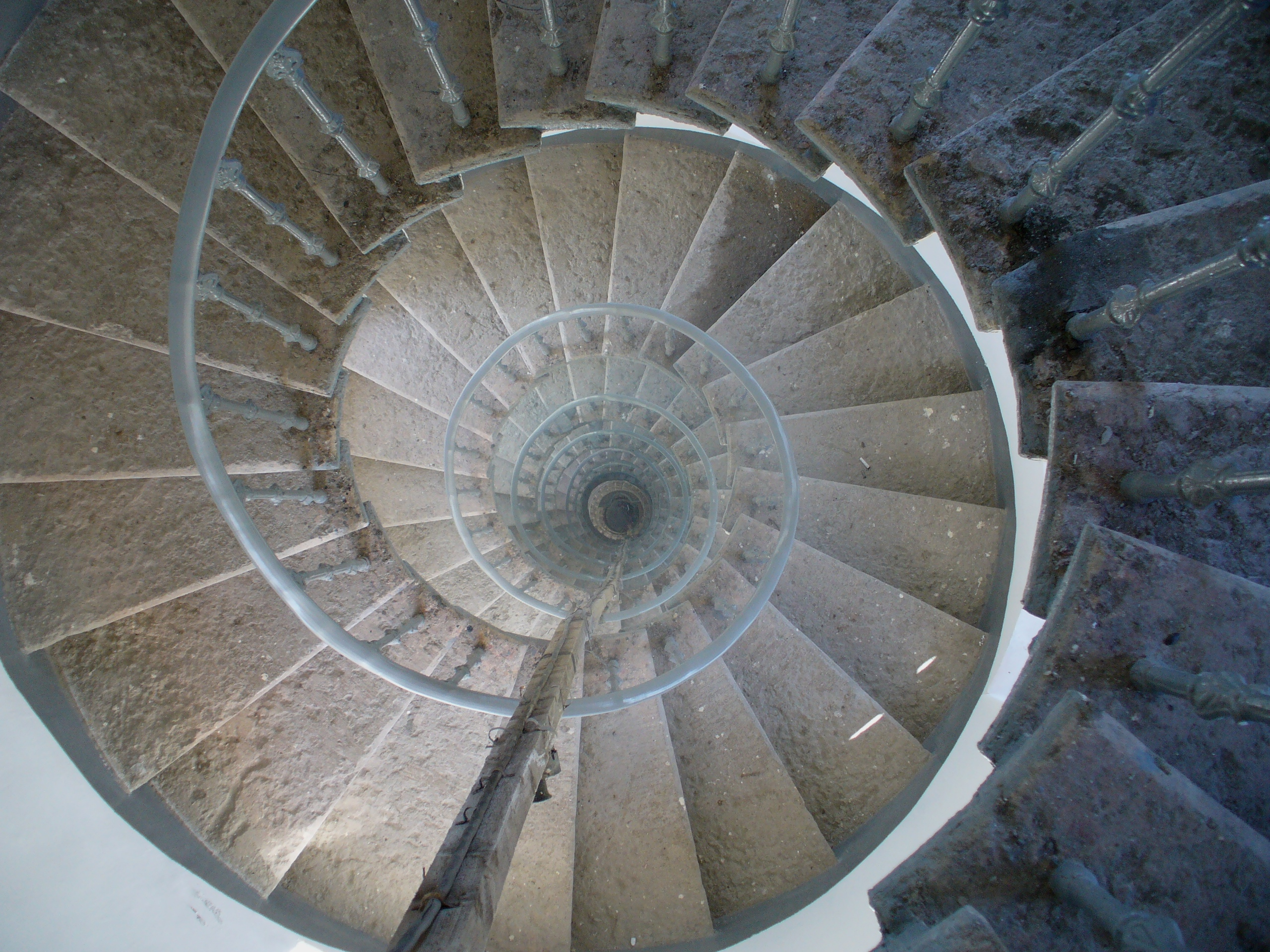
Винтовая лестница внутри маяка
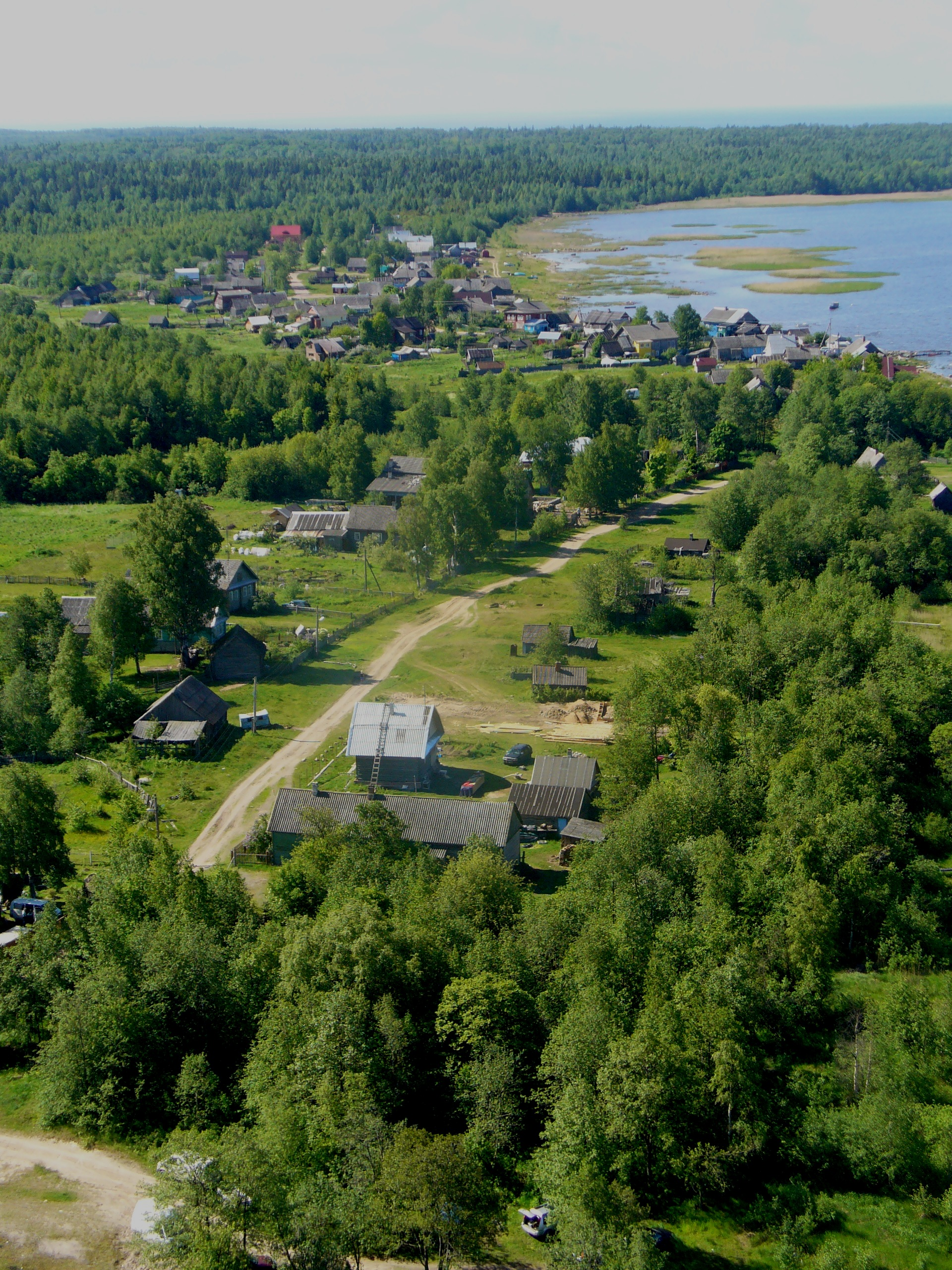
Вид деревни Сторожно с маяка